# マラス (ギャング)
マラス(Maras)は、アメリカ合衆国から発生し、メキシコ、エルサルバドル、ホンジュラスとグアテマラで広がっているギャングの一種である。マラス(maras)の語源については、複数の説がある。エルサルバドルで「騒ぎを起こす連中」という意味の「マラ」(mara)から由来しているという説もあるが、最も広く言われているものは、スペイン語のマラブンタ(marabunta)という単語からきているというものだ。マラブンタは、「群衆・群」という意味で、「通りにあるものすべてを食い尽くす蟻の集団」も指す。ただ現在マスメディアが、「マラス」と呼んでいるものは、自分たちが「マラ」と自称するギャング団に加えて、「パンディージャス」(pandillas)といわれているギャング団全体のことも含めていて、本来の「マラス」の意味を離れて、凶悪犯罪に手を染めている若者ギャングすべてを指している。

## 活動
マラスの活動は、武器密売、暴行、自動車盗難、住居侵入盗、麻薬密売、恐喝、人身売買、個人情報詐取、個人情報盗難、違法賭博、不法入国、誘拐、マネーロンダリング、密輸人、売春、ゆすり・たかり、強盗や破壊行為にまで広がっている。ほとんどすべてのマラメンバーは入れ墨をしている。入れ墨としては特に、"La vida por las maras"（ギャングのための人生）というマラスが好んで使う台詞がよく彫られている。

## 歴史
1958年、ロサンゼルス中部ピコ・ユニオン地区のチカーノ系ギャング組織クラントン・14(Clanton 14)の支部クラントン・18(Clanton 18)が結成される。チカーノ以外の加入を良しとしないクラントン・14に対してクラントン・18は1965年に独立し新米メキシコ人やエルサルバドル、ホンジュラスなどからの移民も受け入れ勢力を大きく拡大した。これがのちの二大マラスの一つ「ディエシオチョ」(Dieciocho)、エイティーンス・ストリート・ギャング(18th Street Gang)となった。
18の誕生から数年後、1970年代にピコ・ユニオン地区に移住してきたエルサルバドル系の若者達がマラ・サルバトルチャ・ストーナーズ(Mara Salvatrucha Stoners)というギャングを組織する。彼等は当初、ヘヴィーメタルを好む軟派な不良少年達に過ぎなかった。しかし、メキシコ系アメリカ人が大半を占めるロサンゼルスのヒスパニック事情において新参者の彼等はギャングから攻撃を受けるようになると、自分達の縄張りを守るために本格的にギャングへと変化していった。やがてそこに1980年代に激化し、1992年まで続いたエルサルバドルの内戦を逃れてきた若者達が合流し勢力を拡大、他のギャング組織との抗争を経て南カリフォルニアのヒスパニック・ギャングの連合体「スレーニョス」（Sureños）へと加入、二大マラスの一つである現在のマラ・サルバトルチャ(Mara Salvatrucha)、通称MS-13へとなった。「13」を組織名に冠する事はスレーニョスに所属する組織の証であり、スレーニョスを総括するプリズン・ギャング「メキシカン・マフィア」(Mexican Mafia、あるいはLa Eme)への忠誠を意味する。かつては友好な関係にあったとされるが、現在18とMSは対立関係にある。
90年代にウィルソン知事が犯罪歴のあるホンジュラスの若者たちを強制的に母国に送り返すことを始め、それによりカリフォルニアで始まったギャングの流れが母国に流入。強制送還者により持ち込まれたロサンゼルスのギャングスタ・スタイルが洗練されたかっこいいものとして主に年少の者達に受け入れられ、そこから母国のマラスに広まっていき、1990年代からは中南米一帯に広まって存在感を高めてきた。一時はエルサルバドルに1万人、ホンジュラスに4万人ものギャングメンバーが存在すると言われた。
2022年、エルサルバドルでは非常事態宣言を行い一部の法令を停止、大規模なマラスメンバーの摘発を行った。摘発された者はテロリスト監禁センターに収容され、無期限の拘束が続けられている。